# Fesztiválok Hollókőn
A települést népszerűsítő rendezvények a régi szokásokat elevenítik fel és mutatják meg a látogatóknak. Több ezer külföldi és hazai (magyarországi) látogatót csalogatnak a mesés környezetben lévő világörökségi színhelyre, ezzel is a falusi turizmust színesítve.

## A programok csoportosítása

### Tavasz
* Húsvéti fesztivál
A keresztény vallás legfontosabb ünnepe a húsvét. Ez az ünnep a megváltás reményét hozza el a hívő embereknek. Ugyanakkor még élnek az ősi tavaszköszöntő népszokások. A község apraja nagyja díszes népviseletet ölt magára és két napon keresztül megelevenednek  a falu régi szokásai. Egész napos népművészeti kirakodó vásár, kézművesbemutatók, gasztronómiai ínyencségek és gyermekjátékok nyújtanak gazdag programokat.
* Bornapok Hollókőn
Május első hétvégéjén hagyományteremtő szándékkal szervezik meg Magyarország nevezetes borvidékeinek (22) találkozóját a „Palócföld” szívében. Az idelátogatók megkóstolhatják a balatoni, a villányi és a tokaji borokat is. A két nap alatt számos hagyományőrző csoport, kézműves bemutató és szórakoztató program várja a turistákat az Ófaluban a helyiek vendégszeretetével megfűszerezve.
* Pünkösdölés Hollókőn
Húsvét utáni ötvenedik nap a Pünkösd vagyis a „pentakoszte”, a szentlélek eljövetelének az ünnepe. Kitüntetett ünnep az egyházi ünnepkörben.  A vallásos hagyományait ápoló faluközösség, a z ünnepi szentmisén túl  világi vigasságokkal ünnepel. A gyermek néptánc csoportok elevenítik fel a pünkösdi néphagyományokat, népszokásokat. Ilyenkor színpompás kavalkád van a faluban és a fölébe magasodó várban is. Fénypontja a pünkösdi király megválasztása. Ez rövid, de nagy dicsőséget jelentő címre a különleges képességűek, s vitézi erényekkel rendelkezők az esélyesek.

### Nyár
- Úrnapi körmenet

Pünkösd  kettős ünnepe utáni 10. napra esik a katolikus naptárban úrnapja. Az úrnap célja megünnepelni a valós életet és áldást kérni. Ekkor templomi zászlók alatt körmenetet tartanak. Ennek elsődleges célja az áldó szertartás volt, a világ négy fő világtája felé fordulva elvigye az oltáriszentség áldását. Ilyenkor nemcsak az ittlevőket, hanem a világban mindenhol élőket áldják meg. A kit szerint ilyenkor Jézus Krisztus jelenik meg a közösséget megáldani. A népviseletet is bemutató  körmenetre évente ezrek zarándokolnak el.
- Szent István napi várjáték

Augusztus 20-án középkori hangulat jelenik meg a várban.  A vendégek láthatják a fegyveres harcok, csaták hangulatát, forgatagát. A mutatványosok boszorkányossága, a reneszánsz zene és a gyönyörű táncosok egyvelege valamint a királyi lakoma lehetősége felejthetetlen.

### Ősz
- Szüreti felvonulás

Hollókő egykor a borairól is híres volt. Idővel a szőlőművelés gazdaságtalanná vált, ezért felhagytak vele. A pincékben azért még van bor, hogy megkínálják a vendégeket. A szőlőművelésből megmaradt a munkák lezárásaként a szüret ünnepe. Hagyományosan minden év október második vasárnapján a falu fiataljai díszes népviseletbe öltözve végigvonulnak a faluban. A vigasságban megismerhetjük a bírót és nejét,  a jegyzői párt s az idelátogatók a helybeliekkel késő estig tartó bálon ünnepelhetnek együtt.

### Tél
* Világörökségi nap
Hollókő világörökséggé nyilvánításának ünnepe, amikor a helybéliek bemutatják, tánc, ének és versmondó tudásukat. Ezt azt újonnan épített faluházban teszik meg.
* Betlehemezés
Az adventi sötétség végét, az új élet megszületését ünneplik. Karácsonykor a gyermekek pásztornak öltözve viszik a betlehemet  házról házra, hogy mindenki lássa a megszületett kis Jézust. A betlehemezők  szép énekeket és verseket mondanak. Ezt a háziak finom ételekkel és italokkal hálálják meg. A templom alakú betlehem 100 éves ereklyéje a falunak.